# شی گلجس-الکساندر
شایونت ایسیان گیلجس-الکساندر (انگلیسی: Shaivonte Aician  Gilgeous-Alexander؛ زادهٔ ۱۲ ژوئیهٔ ۱۹۹۸) بازیکن بسکتبال اهل کانادا است.
از باشگاه‌هایی که در آن بازی کرده است می‌توان به لس آنجلس کلیپرز، اکلاهما سیتی تاندر، و بسکتبال مردان کنتاکی وایلدکتز اشاره کرد.
وی در مسابقات کشوری و بین‌المللی در مجموع برندهٔ ۱ مدال نقره، ۱ مدال برنز شده است.